# パラサイトムーン
『パラサイトムーン』は、渡瀬草一郎著作のライトノベル。イラストははぎやまさかげ。電撃文庫（メディアワークス）から2001年5月から2003年2月にかけて全6巻が刊行された。2013年、本作より後の時代を描いたストレンジムーンが刊行された。

## 概要
陰陽ノ京に続く、渡瀬の二作目の作品。2001年に1巻から3巻が、2002年から2003年にかけて4巻から6巻が刊行。各巻ごとに主人公が異なり、1巻・3巻は希崎心弥・露草弓、2巻は水本冬華・真名井紳士、4巻から6巻は乾真砂を中核の登場人物として物語が展開される。
「迷宮神群」という、本作独特の概念の影響で異能に目覚めた者達の物語、及び、迷宮神群を巡り暗躍する組織「キャラバン」の物語をテーマとしている。これは続編である「ストレンジムーン」にも継承されている。
3巻は1巻、2巻の続編としての作品となっており、そこで一段落がついている。4巻から6巻を渡瀬は「第二部」と称している。渡瀬はあとがきにて「このまま第三部まで行きたい」「この続きもいずれ出せる」と述べていた。しかし、続きとなるストレンジムーンの刊行には10年の年月を費やした。渡瀬はストレンジムーンの刊行に際して「十年越しの念願が叶った」と述懐し、企画を通してくれた担当への感謝を述べている。
刊行から10年後、続編のストレンジムーンのあとがきで、作者の渡瀬は当該作品について、「色々手探りや試行錯誤をして書いた作品で、反省点も多いが、思い入れが深い」と言及している。

## あらすじ

### 1巻・風見鳥の巣
主人公の男子高校生・希崎心弥が、幼馴染である露草弓の里帰りへ同行し、彼女の祖父が暮らす「徒帰島(ときしま)」へ向かう。しかし、徒帰島は「迷宮神群」と呼ばれる異形の神々の影響下にあり、さらに、迷宮神群を狩ろうとする組織も参入、二人はその争いに巻き込まれることとなる。

### 2巻・鼠達の狂宴
製薬会社・真名井製薬に勤務する研究者・水元美春が爆発事故により事故死する。しかし、その死因は殺害であった。事件の背景には、迷宮神群の一つ、『レブルバハト』が絡んでいた。事件後、美春の妹で、タレントを兼業する女子高生の水本冬華は、姉の事故死を殺害と確信しながらも悶々とした日々を過ごしていたが、レブルバハトを巡り、『キャラバン』の幹部・華ヶ瀬清元、翁居夢路、そして美春の知人であり事件に深く関与する、真名井製薬の所長、真名井紳士らの暗闘に巻き込まれてゆく。

## 登場人物
主要人物を始め、複数が続編のストレンジムーンにも登場している。

### 主役
- 希崎 心弥
  - 登場巻数:1巻・3巻
  - 1巻と3巻の主人公。人の感情を「色」として読み取るという異能の持ち主。後にこの能力は『虹の屍・オルタフ』と呼ばれる迷宮神群の一つの影響を受けた能力であることが判明する。
- 露草 弓
  - 登場巻数:1巻・3巻
  - 1巻と3巻のヒロイン。1巻で迷宮神群の神々の一つ、『ハタニアス』の力に覚醒する。
- 水本 冬華
  - 登場巻数：2巻・3巻
  - 2巻主人公。
- 乾 真砂
  - 登場巻数：4巻 - 6巻
  - 4巻から6巻の主人公。
- 碑文谷 由姫
  - 登場巻数：4巻 - 6巻
  - 4巻から6巻のヒロイン

### その他
- 翁居 夢路
- 華ヶ瀬 清元
- 翁居 幻三

## 用語
キャラバンの派閥
祭夏老派
"嘆きの祭夏老"が率いる"迷宮神群"を神聖視する派閥。中国で勢力を誇る。
山之内派
"沈黙の山之内"が率いる派閥。"迷宮神群"を人間を変えてしまう危険な存在だと見なし、駆逐することを目的としている。極東の最大派閥を束ねる
カーマイン派
"災厄のカーマイン"が率いる派閥。異能者を選民と位置づけ、その力で世界をよりよい方向へ導こうという思想性を持つが、私腹を肥やす幹部が多く、派閥内での権力闘争が激しい。西洋圏をまとめ、世界に影響力を発揮する。前身は中世からの歴史を持つ"チェスフレンズ"であり、プロスペクトの脅威を前にしてキャラバンと合流した。

## 既刊一覧
- 渡瀬草一郎（著）・はぎやまさかず（イラスト）、メディアワークス〈電撃文庫〉、全6巻
  - 『パラサイトムーン 風見鳥の巣』、2001年5月25日初版発行（5月10日発売[6]）、ISBN 978-4840218207
  - 『パラサイトムーンII 鼠達の狂宴』、2001年8月25日初版発行（8月10日発売[7]）、ISBN 978-4840218825
  - 『パラサイトムーンIII 百年画廊』、2001年11月25日初版発行（11月10日発売[8]）、ISBN 978-4840219785
  - 『パラサイトムーンIV 甲院夜話』、2002年8月25日初版発行（8月10日発売[9]）、ISBN 978-4840221566
  - 『パラサイトムーンV 水中庭園の魚』、2002年11月25日初版発行（11月10日発売[10]）、ISBN 978-4840222136
  - 『パラサイトムーンVI 迷宮の迷子達』、2003年2月25日初版発行（2月10日発売[11]）、ISBN 978-4840222754

## 関連作品
- ストレンジムーン
- 輪環の魔導師
- 空ノ鐘の響く惑星で